# 国博站
国博站位于中华人民共和国江西省南昌市红谷滩区九龙湖街道上饶大街与怀玉山大道交叉口，临近南昌国际博览中心，是南昌地铁2号线的地铁车站。车站于2017年8月18日随二号线通车启用。

## 车站结构
车站型式为地下一层侧式。

### 楼层
| 1层  | 地面               | 出入口                           |  |  |
| -1层 | 南站厅             | 自动售票机、客服中心             |  |  |
|      | 侧式站台，右侧开门 |                                  |  |  |
|      |                    | █ 2号线 往南路（鹰潭街）         |  |  |
|      |                    | █ 2号线 往南昌东站（西站南广场） |  |  |
|      | 侧式站台，右侧开门 |                                  |  |  |
|      | 北站厅             | 自动售票机、客服中心             |  |  |
| -2层 |                    | 换向通道                         |  |  |

### 出入口
本站共开放4个出入口。
| 编号                   | 指示                         | 图片   | 建议前往的目的地                                       |
| 南站厅                 | 南站厅                       | 南站厅 | 南站厅                                                 |
| ---------------------- | ---------------------------- | ------ | ------------------------------------------------------ |
| 出口 · 1L · 升降机标志 | 上饶大街南侧，怀玉山大道东侧 |        | 南昌国际博览中心、九龙大道                             |
| 出口 · 4L              | 怀玉山大道西侧，上饶大街南侧 |        | 风顺东街、恒锦花园、南昌市红谷滩区腾龙学校             |
| 北站厅                 |                              |        |                                                        |
| 出口 · 2L · 升降机标志 | 上饶大街北侧，怀玉山大道东侧 |        | 南昌VR产业基地、风顺东街、九龙大道                     |
| 出口 · 3L              | 怀玉山大道西侧，上饶大街北侧 |        | 绿地国际会展大厦、北广源街、南昌绿地庆典广场、圭峰大道 |
| 註： 設有              |                              |        |                                                        |

## 历史
- 2013年1月30日公布的2号线延长线选线方案首次提出本站，名为腾龙站[3]。
- 2013年11月5日《南昌市红谷滩新区九龙湖地下综合管沟工程环境影响评价第一次公示》确认本站建设[4][5][6]
- 2013年12月3日《南昌市红谷滩新区九龙湖地下综合管沟工程环境影响评价第二次公告（简本）》确认本站为地下一层侧式[7]
- 2014年4月1日《红谷滩新区九龙湖地下综合管沟工程办理《建设用地规划许可证》批前公示》确认本站的建设用地[8]。
- 2016年8月6日南昌晚报报道了地铁2、3号线车站改名情况；本站改名为集嘉坊站[9]。
- 2017年7月21日确认将更名为国博站[10]。